# مخارج الحروف

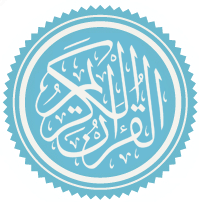

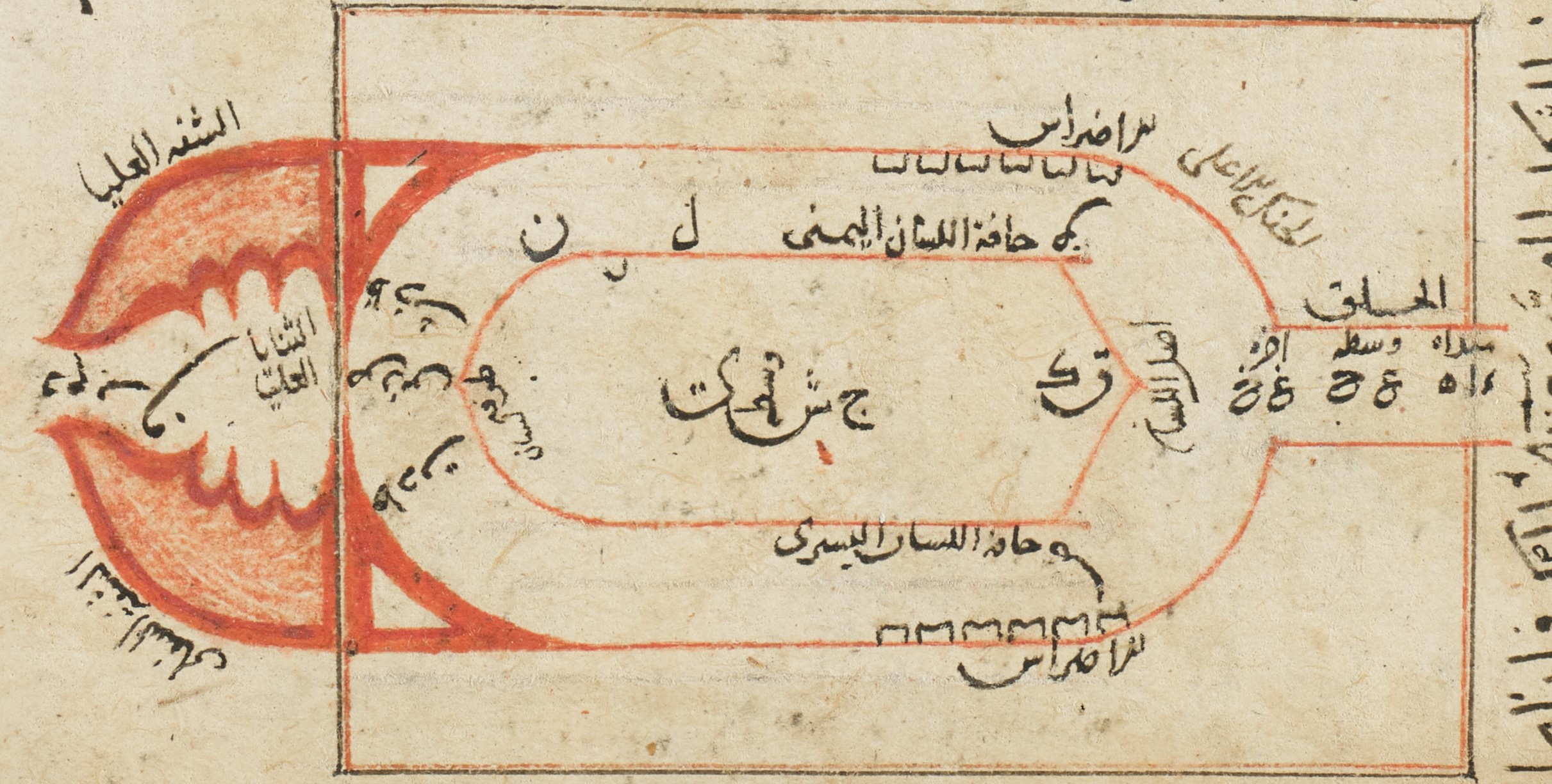
مخارج الحروف - مخطوط مفتاح العلوم للسكاكي.

مخرج الحرف هو الموضع الذي يحدث من الحرف في الفم حيث حين نطق الحرف يتحرك اللسان إما من طرفه أو وسطه وإما أن يخرج الصوت من الحنجرة أو لا يتعدى الشفتين مثل حرف الباء، وذلك بحسب انقسام مخارج الحروف في اللغة العربية فهناك مخارج عامة ولكل حرف مخرج خاص به وقد يختلط على الأعاجم مخارج بعض الحروف مثل التاء المثناة والثاء المثلثة والضاد والظاء والدال المهملة والذال المعجمة، ويمكنُ تحديد مخرج الحرف وذلك بالوقوف عليه ساكنا.

## مخارج الحروف العربية
مخارج الحروف العربية قيل أنها أربعة عشر وقيل ستة عشر وقيل سبعة عشر مخرجًا؛ على حسبِ اختيار من اختبر ذلك من أهل العِلم والمعرفة، والاختبارُ يكون لمعرفة مَخرَج الحرف، فيَنطِق به ساكنًا أو مشدَّدًا بعد همزةٍ مفتوحة أو مضمومة أو مكسورة، ويُصغِي للحرف؛ فحيث انقطع صوتُ النُّطق به فهو مخرجه. القائلون بأن مخارج الحروف أربعة عشر هم: الفرَّاء والجرمي وقطرب وابن كيسان، حيث أسقطوا الجوف من المخارج العامَّة والخاصَّة، وكذلك جعلوا مخارجَ اللسان الخاصَّة ثمانية؛ حيث دمجوا اللامَ والنُّون والرَّاء في مخرج واحد. والقائلون بأن مخارج الحروف ستة عشر هم: سيبويه وتَبِعه الشاطبي إلى أنَّ المخارج ستَّة عشر مخرجًا؛ بحيث أسقطوا الجوفَ من المخارج العامَّة والخاصة، ووزَّعوا الحروفَ التي تخرج منه على مخارج أخرى؛ فألحقوا الألِفَ المدِّيَّة بأقصى الحَلق، والياءَ المديَّة بوسط اللِّسان، والواو المديَّة بالشفتين. والقائلون بأن مخارج عشر سبعة عشر هم: الخليل بن أحمد الفراهيدي، ومكي بن أبي طالب، وتبِعهم بعدها ابن الجزري. وهذه المخارج السبعة عشر هي المخارج الخاصة لخمسة مخارج عامة، وهي:
1. الجوف: ويشتمل على مخرج واحد خاص.[3][4]
2. الحلق: ويشتمل على ثلاثة مخارج خاصة.[2][4]
3. اللسان: ويشتمل على عشرة مخارج خاصة.[2][4]
4. الشفتان: ويشتمل على مخرجين خاصين.[3][3][4]
5. الخَيشوم: ويشتمل على مخرج واحد خاص.[4][5]

## مخارج الحروف

### الحلق
- أقصى الحلق، أي آخره من جهة الصدر:- ء، ه
- وسط الحلق:- ع، ح
- أدنى الحلق، أي أقربه إلى الفم:- غ، خ

### اللسان
- أقصى اللسان مع ما يحاذيه من منبت اللهاة:- ق
- أقصى اللسان مع ما يحاذيه من الحنك الاعلى:- ك

يقال لحرفي الكاف والقاف لهويتان نسبة للهاه
- وسط اللسان:- ج – ش – ي

تسمى بالحروف الشجريه لخروجها من شجر الفم
- ظهر اللسان مع أصول الثنايا العليا:- ت – ط – د
- ظهر اللسان مع رؤوس الثنايا العليا:- ث – ظ – ذ
- طرف اللسان مع أصول الثنايا العليا:- ن
- طرف اللسان مع أصول الثنايا العليا قريبا من الظهر:- ر
- رأس اللسان مع أصول الثنايا:- ز – ص – س
- حافة اللسان أي جانبه مع التصاقه بما يحاذيه من الأضراس العليا:- ض
- حافة اللسان الأمامية مع التصاقها بما يحاذيها من الأسنان العلوية يمينا أو شمالا أو كليهما:- ل

ن، ر، ل، تسمى بالحروف الذلقيه لخروجها من ذلق اللسان بينما ط، د، ت، تسمى بالحروف النطعيه لخروجها من النطع، أي جلد غار الحنك الأعلى

### الشفتان
- ما بين الشفتين:- ب – م – و
- الشفة السفلية مع رؤوس الثنايا العليا:- ف

### الجوف
- حروف المد:- آ – و – ي

والملاحظ أن هذا المخرج من إضافات أئمة علم التجويد القدماء، وأنه في حقيقة الأمر لا وجود لهذا المخرج، إذ أن حروف المد تخرج من مخارج الألف (الهمزة) والواو والياء، مهما طال المد أم قصر، وأن الجوف يدفع بالهواء لإخراج أي حرف سواء كان مديا أم غير مدي.

### الأنف
- الغنة:- الخيشوم

## مخارج الحروف في التجويد
مخارج الحروف في علم التجويد هي جمع مخرج، والمخرج لغةً يعني محل الخروج أما اصطلاحاً فيعني اسم لموضع خروج الحرف وتميزه عن غيره، (وهو مقطع معين من اللسان أو الشفتين أو الجوف يخرج منه الحرف).

### آراء في عددها
تباينت الآراء في عدد المخارج بين العلماء ويمكن حصر تلك الآراء في ثلاثة آراء.

#### المخارج الأربعة عشر
وقد تبنى هذا الرأي قطرب والجرمي والفراء
1. الحلق
  1. أقصى الحلق
  2. وسط الحلق
  3. أدنى الحلق
2. اللسان
  1. أقصى اللسان
  2. أقصى اللسان مع ما يوازيه من الحنك الأعلى
  3. وسط اللسان
  4. حافة اللسان
  5. طرف اللسان
  6. ظهر طرف اللسان مع التصاقه بأصول الثنايا العليا
  7. ظهر طرف اللسان مع أصول الثنايا السفلى
  8. ظهر طرف اللسان مع رؤوس الثنايا العليا
3. الشفتان
  1. بطن الشفة السفلى
  2. الشفتان معا
4. الخيشوم

#### المخارج الستة عشر
وقد تبنى هذا الرأي كل من سيبويه والشاطبي
1. الحلق
  1. أقصى الحلق (ء، ه)
  2. وسط الحلق (ع، ح)
  3. أدنى الحلق (غ، خ)
2. اللسان
  1. أقصى اللسان (ق)
  2. أقصى اللسان مع ما يوازيه من الحنك الأعلى (ك)
  3. وسط اللسان (ج، ش، ي)
  4. حافة اللسان (ض)
  5. أدنى حافة اللسان (ل)
  6. طرف اللسان مع ما يليه من اللثة العليا (ط، د، ت)
  7. طرف اللسان قرب الثنايا العليا بغير التصاق (ن)
  8. ظهر طرف اللسان مع التصاقه بأصول الثنايا العليا (ر)
  9. ظهر طرف اللسان مع أصول الثنايا السفلى (س، ص، ز)
  10. ظهر طرف اللسان مع رؤوس الثنايا العليا (ظ، ث، ذ)
3. الشفتان حرف الميم
  1. بطن الشفة السفلى (ف)
  2. الشفتان معا (ب، م، و)
4. الخيشوم (غنة (م، ن))

#### المخارج السبعة عشر
وقد تبنى هذا الرأي الخليل بن أحمد وأكثر النحويين، وأكثر القراء ومنهم ابن الجزري وهذا هو المختار.
1. الجوف:
هو الخلاء في لحلق والفم.
حروفه التي تخرج منه تسمى بالحروف المدية أو الحروف الجوفية، وهي
«ي» ساكنة مكسور ما قبلها
«ا» ساكنة مفتوح ماقبلها
«و» ساكنة مضموم ما قبلها
2. الحلق:
هو ما بين الحلقات الغضروفية المتصلة حتى أقصى اللسان.
- أقصى الحلق: أبعده مما يلى الصدر.
حروفه: ه، ء
-وسط الحلق: ما بين أقصى الحلق وأدناه.
حروفه: ع، ح
- أدنى الحلق: وهو أقربه مما يلى الفم.
حروفه: غ، خ
3. اللسان
- أقصى اللسان
- أقصى اللسان مع ما يوازيه من الحنك الأعلى
- وسط اللسان
- حافة اللسان
- أدنى حافة اللسان
- طرف اللسان مع ما يليه من اللثة العليا
- طرف اللسان قرب الثنايا العليا بغير التصاق
- ظهر طرف اللسان مع التصاقه بأصول الثنايا العليا
- ظهر طرف اللسان مع أصول الثنايا السفلى
- ظهر طرف اللسان مع رؤوس الثنايا العليا
4. الشفتان
- بطن الشفة السفلى
- الشفتان معا
5. الخيشوم